# 20 Years of Axxis
20 Years of Axxis (en español: Veinte años de Axxis) es un álbum en vivo de la banda alemana de heavy metal Axxis y fue publicado en 2011 por Phonotraxx Publishing, marca propiedad de la agrupación.

## Grabación
En 2009, Axxis realizó una gira con motivo del vigésimo aniversario del lanzamiento de Kingdom of the Night, su primer álbum de estudio. 20 Years of Axxis fue grabado durante un concierto de esta gira efectuado el 12 de diciembre de 2009 en el Zoche Bochum, localizado en la ciudad de Bochum, Renania del Norte-Westfalia, Alemania.
En esta presentación participaron exintegrantes del grupo como Walter Pietsch y Kuno Niemeyer, así como los músicos Rolf Stahlhofen (ex de Söhne Mannheims) y Kosta Zafirou (de Pink Cream 69), por mencionar algunos.

## Lanzamiento
20 Years of Axxis salió a la venta en junio del 2011 y fue publicado por Phonotraxx Publishing, propiedad de Axxis, siendo el primer disco lanzado por la propia banda. En una entrevista Bernhard Weiss mencionó lo siguiente:

«Si no lo intentábamos, nos íbamos a quedar con las ganas. Desde el lanzamiento de Time Machine teníamos la idea en nuestras cabezas... pero para ser honestos, nunca tuvimos el valor para llevarlo a cabo. AFM (Records) es una gran compañía discográfica que cuenta con una infraestructura muy rentable, y para nosotros fue difícil tomar el riesgo. Pero con este DVD y nuestra marca Phonotraxx queremos saber si podemos ser más independientes en el futuro y si estamos preparados para ello».

## Versiones
Este material discográfico fue publicado en tres formatos distintos: disco compacto, DVD y una edición especial.  El primero contiene dos CD, el segundo dos discos DVD y el tercero se compone de dos discos compactos y dos DVD.
En la versión de DVD se incluyó material contenido extra como entrevistas con la banda, músicos invitados y fanáticos de Axxis.

## Lista de canciones

### Versión en formato de disco compacto

#### Disco uno
| Side one |                                          |                                |          |  |
| N.º      | Título                                   | Escritor(es)                   | Duración |  |
| 1.       | «Journey to Utopia»                      | Bernhard Weiss / Harry Oellers | 1:52     |  |
| 2.       | «Utopia»                                 | Weiss / Oellers                | 4:33     |  |
| 3.       | «Blood Angel»                            | Weiss / Oellers                | 7:14     |  |
| 4.       | «Last Man on Earth»                      | Weiss / Oellers                | 6:16     |  |
| 5.       | «Lady Moon»                              | Weiss / Oellers                | 6:38     |  |
| 6.       | «My Little Princess»                     | Weiss / Oellers                | 6:22     |  |
| 7.       | «When the Sun Goes Down»                 | Weiss / Oellers                | 6:09     |  |
| 8.       | «Wind in the Night (Shalom)»             | Weiss / Oellers                | 5:31     |  |
| 9.       | «Kings Made of Steel» (versión acústica) | Weiss / Walter Pietsch         | 4:28     |  |
| 10.      | «Waterdrop» (versión acústica)           | Bernhard Weiss                 | 4:48     |  |
| 11.      | «Heaven in Black» (versión acústica)     | Weiss / Oellers                | 5:24     |  |
| 12.      | «Little War» (versión acústica)          | Weiss / Oellers / Pietsch      | 4:07     |  |
| 13.      | «Touch the Rainbow» (versión acústica)   | Walter Pietsch                 | 2:19     |  |

#### Disco dos
| Side one |                                      |                                           |          |  |
| N.º      | Título                               | Escritor(es)                              | Duración |  |
| 1.       | «Better World»                       | Weiss / Pietsch                           | 0:41     |  |
| 2.       | «Livin' in the Dark»                 | Weiss / Pietsch                           | 4:49     |  |
| 3.       | «Flashback Radio»                    | Weiss / Oellers                           | 3:36     |  |
| 4.       | «Brother Moon»                       | Weiss / Oellers / Pietsch                 | 5:41     |  |
| 5.       | «Face to Face»                       | Walter Pietsch                            | 6:05     |  |
| 6.       | «C'est la Vie»                       | Weiss / Oellers / Pietsch                 | 3:00     |  |
| 7.       | «Instrumental»                       |                                           | 5:09     |  |
| 8.       | «Stay, Don't Leave Me»               | Weiss / Oellers / Joey Balin              | 5:34     |  |
| 9.       | «Hot Love»                           | Weiss / Oellers                           | 1:20     |  |
| 10.      | «Kill or Die»                        | Weiss / Oellers                           | 2:08     |  |
| 11.      | «Young Souls»                        | Weiss / Pietsch                           | 3:26     |  |
| 12.      | «Never Say Never»                    | Weiss / Pietsch                           | 3:54     |  |
| 13.      | «Little Look Back»                   | Walter Pietsch                            | 6:22     |  |
| 14.      | «Kingdom of the Night»               | Weiss / Pietsch                           | 5:38     |  |
| 15.      | «Fire and Ice»                       | Weiss / Pietsch                           | 3:51     |  |
| 16.      | «Living in a World»                  | Weiss / Pietsch                           | 4:03     |  |
| 17.      | «Na, Na, Hey, Hey, Kiss Him Goodbye» | Dale Frashuer / Gary De Carlo / Paul Leka | 4:47     |  |
| 18.      | «Don't Leave Me»                     | Weiss / Oellers                           | 0:46     |  |

### Versión en formato de DVD

#### Disco uno
| Side one |                                          |                                |          |  |
| N.º      | Título                                   | Escritor(es)                   | Duración |  |
| 1.       | «Journey to Utopia»                      | Bernhard Weiss / Harry Oellers |          |  |
| 2.       | «Utopia»                                 | Weiss / Oellers                |          |  |
| 3.       | «Blood Angel»                            | Weiss / Oellers                |          |  |
| 4.       | «Last Man on Earth»                      | Weiss / Oellers                |          |  |
| 5.       | «Lady Moon»                              | Weiss / Oellers                |          |  |
| 6.       | «My Little Princess»                     | Weiss / Oellers                |          |  |
| 7.       | «When the Sun Goes Down»                 | Weiss / Oellers                |          |  |
| 8.       | «Wind in the Night (Shalom)»             | Weiss / Oellers                |          |  |
| 9.       | «Kings Made of Steel» (versión acústica) | Weiss / Pietsch                |          |  |
| 10.      | «Waterdrop» (versión acústica)           | Bernhard Weiss                 |          |  |
| 11.      | «Heaven in Black» (versión acústica)     | Weiss / Oellers                |          |  |
| 12.      | «Little War» (versión acústica)          | Weiss / Oellers / Pietsch      |          |  |
| 13.      | «Touch the Rainbow» (versión acústica)   | Walter Pietsch                 |          |  |

#### Disco dos
| Side one |                                      |                            |          |  |
| N.º      | Título                               | Escritor(es)               | Duración |  |
| 1.       | «Better World»                       | Weiss / Pietsch            |          |  |
| 2.       | «Livin' in the Dark»                 | Weiss / Pietsch            |          |  |
| 3.       | «Flashback Radio»                    | Weiss / Oellers            |          |  |
| 4.       | «Brother Moon»                       | Weiss / Oellers / Pietsch  |          |  |
| 5.       | «Face to Face»                       | Walter Pietsch             |          |  |
| 6.       | «C'est la Vie»                       | Weiss / Oellers / Pietsch  |          |  |
| 7.       | «Save Me»                            | Walter Pietsch             |          |  |
| 8.       | «Drum Feature»                       |                            |          |  |
| 9.       | «Instrumental»                       |                            |          |  |
| 10.      | «Stay, Don't Leave Me»               | Weiss / Oellers / Balin    |          |  |
| 11.      | «Hot Love»                           | Weiss / Oellers            |          |  |
| 12.      | «Kill or Die»                        | Weiss / Oellers            |          |  |
| 13.      | «Young Souls»                        | Weiss / Pietsch            |          |  |
| 14.      | «Never Say Never»                    | Weiss / Pietsch            |          |  |
| 15.      | «Little Look Back»                   | Walter Pietsch             |          |  |
| 16.      | «Kingdom of the Night»               | Weiss / Pietsch            |          |  |
| 17.      | «Fire and Ice»                       | Weiss / Pietsch            |          |  |
| 18.      | «Living in a World»                  | Weiss / Pietsch            |          |  |
| 19.      | «Tears of the Trees»                 | Weiss / Pietsch            |          |  |
| 20.      | «Na, Na, Hey, Hey, Kiss Him Goodbye» | Frashuer / De Carlo / Leka |          |  |

## Créditos

### Axxis
- Bernhard Weiss — voz principal y guitarra rítmica
- Harry Oellers — teclados
- Marco Wriedt — guitarra líder
- Rob Schomaker — bajo
- Alex Landerburg — batería

### Músicos invitados
- Walter Pietsch — guitarra
- Kuno Niemeyer — bajo
- Rolf Stahlhofen — voz
- Dirk Brand — batería
- Kosta Zafiriou — batería

### Personal de producción
- Bernhard Weiss — productor, editor de audio, mezclador y masterizador
- Harry Oellers — productor y editor de audio
- Kleif Baltes — edición y grabación de DVD
- Jürgen Will — camarógrafo
- Norbert Nengelken — camarógrafo